# Mříčná
Mříčná (en allemand : Wemerschitz) est une commune du district de Semily, dans la région de Liberec, en République tchèque. Sa population s'élevait à 580 habitants en 2021.

## Géographie
Mříčná se trouve à 10 kilomètres à l'est de Semily, à 35 kilomètres au sud-est de Liberec et à 94 kilomètres au nord-est de Prague.
La commune est limitée par Peřimov au nord, par Víchová nad Jizerou au nord-est, par Jilemnice et Roztoky u Jilemnice à l'est, par Kruh au sud et par Košťálov à l'ouest.

## Histoire
La première mention écrite de la localité date de 1356.

## Transports
Par la route, Loučky se trouve à 4 km de Jilemnice, à 15 km de Semily, à 57 km de Liberec et à 122 km de Prague.